# Boschi umidi e stagni di Cumiana
Boschi umidi e stagni di Cumiana este o arie protejată (sit de importanță comunitară — SCI) din Italia întinsă pe o suprafață de 23 ha, integral pe uscat.

## Localizare
Centrul sitului Boschi umidi e stagni di Cumiana este situat la coordonatele 44°57′25″N 7°23′55″E / 44.956951°N 7.398621°E.

## Înființare
Situl Boschi umidi e stagni di Cumiana a fost declarat sit de importanță comunitară în octombrie 2014 pentru a proteja 5 specii de animale.

## Biodiversitate
Situată în ecoregiunea continentală, aria protejată conține 4 habitate naturale: Ape stătătoare oligotrofe până la mezotrofe, cu vegetație de Littorelletea uniflorae și/sau de Isoëto-Nanojuncetea, Păduri aluvionare cu Alnus glutinosa și Fraxinus excelsior (Alno-Padion, Alnion incanae, Salicion albae), Păduri de stejar sau de stejar și carpen sub-atlantice și medio-europene de Carpinion betuli, Pajiști uscate europene.
La baza desemnării sitului se află mai multe specii protejate:
- păsări (2): sfrâncioc roșiatic (Lanius collurio), stârc de noapte (Nycticorax nycticorax)
- amfibieni (1): Triturus carnifex
- nevertebrate (2): Euplagia quadripunctaria, rădașcă (Lucanus cervus)

Pe lângă speciile protejate, pe teritoriul sitului au mai fost identificate 1 specie de plante, 5 specii de amfibieni, 1 specie de nevertebrate, 4 specii de reptile.